# Villers-Canivet
Villers-Canivet és un municipi francès situat al departament de Calvados i a la regió de Normandia. L'any 2007 tenia 692 habitants.

## Demografia

### Població
El 2007 la població de fet de Villers-Canivet era de 692 persones. Hi havia 234 famílies de les quals 30 eren unipersonals (15 homes vivint sols i 15 dones vivint soles), 77 parelles sense fills, 108 parelles amb fills i 19 famílies monoparentals amb fills.
La població ha evolucionat segons el següent gràfic:
Habitants censats

### Habitatges
El 2007 hi havia 248 habitatges, 236 eren l'habitatge principal de la família, 6 eren segones residències i 6 estaven desocupats. 246 eren cases i 2 eren apartaments. Dels 236 habitatges principals, 204 estaven ocupats pels seus propietaris i 32 estaven llogats i ocupats pels llogaters; 1 tenia una cambra, 6 en tenien dues, 30 en tenien tres, 101 en tenien quatre i 98 en tenien cinc o més. 229 habitatges disposaven pel capbaix d'una plaça de pàrquing. A 78 habitatges hi havia un automòbil i a 148 n'hi havia dos o més.

### Piràmide de població
La piràmide de població per edats i sexe el 2009 era:
| Homes | Edats   | Dones |
| ----- | ------- | ----- |
| 0     | 95 o +  | 0     |
| 0     | 90 a 94 | 4     |
| 0     | 85 a 89 | 0     |
| 8     | 80 a 84 | 4     |
| 4     | 75 a 79 | 16    |
| 12    | 70 a 74 | 8     |
| 8     | 65 a 69 | 8     |
| 4     | 60 a 64 | 16    |
| 8     | 55 a 59 | 8     |
| 20    | 50 a 54 | 20    |
| 36    | 45 a 49 | 24    |
| 20    | 40 a 44 | 16    |
| 24    | 35 a 39 | 16    |
| 24    | 30 a 34 | 20    |
| 4     | 25 a 29 | 28    |
| 4     | 20 a 24 | 0     |
| 24    | 15 a 19 | 12    |
| 12    | 10 a 14 | 24    |
| 12    | 5 a 9   | 12    |
| 8     | 0 a 4   | 4     |

## Economia
El 2007 la població en edat de treballar era de 430 persones, 337 eren actives i 93 eren inactives. De les 337 persones actives 323 estaven ocupades (180 homes i 143 dones) i 15 estaven aturades (8 homes i 7 dones). De les 93 persones inactives 26 estaven jubilades, 29 estaven estudiant i 38 estaven classificades com a «altres inactius».

### Ingressos
El 2009 a Villers-Canivet hi havia 243 unitats fiscals que integraven 729 persones, la mediana anual d'ingressos fiscals per persona era de 16.904 €.

### Activitats econòmiques
Dels 12 establiments que hi havia el 2007, 1 era d'una empresa alimentària, 4 d'empreses de construcció, 1 d'una empresa de comerç i reparació d'automòbils, 1 d'una empresa de transport, 2 d'empreses d'hostatgeria i restauració, 1 d'una empresa immobiliària, 1 d'una empresa de serveis i 1 d'una empresa classificada com a «altres activitats de serveis».
Dels 4 establiments de servei als particulars que hi havia el 2009, 1 era un guixaire pintor, 1 lampisteria i 2 restaurants.
L'únic establiment comercial que hi havia el 2009 era una fleca.
L'any 2000 a Villers-Canivet hi havia 15 explotacions agrícoles que ocupaven un total de 650 hectàrees.

## Equipaments sanitaris i escolars
El 2009 hi havia una escola maternal integrada dins d'un grup escolar amb les comunes properes formant una escola dispersa.

## Poblacions més properes
El següent diagrama mostra les poblacions més properes.